# 高阳站
高阳站是一个陇海线上的铁路车站，位于甘肃省定西市陇西县高阳村，建于1952年，目前为五等站，邮政编码为748101。目前客运：办理旅客乘降；不办理行李、包裹托运；不办理货运营业。